# Давид Байокко
Давид Байокко (італ. Davide Baiocco, нар. 8 травня 1975, Перуджа) — італійський футболіст, півзахисник клубу «Кремонезе».
Насамперед відомий виступами за клуб «Катанія».
Володар Суперкубка Італії з футболу.

## Ігрова кар'єра
У дорослому футболі дебютував 1992 року виступами за команду клубу «Губбіо», в якій провів два сезони, взявши участь у 34 матчах чемпіонату. 
Згодом з 1994 по 2005 рік грав у складі команд клубів «Перуджа», «Фано», «Сієна», «Вітербезе», «Ювентус», «П'яченца», «Реджина».
Своєю грою за останню команду привернув увагу представників тренерського штабу клубу «Катанія», до складу якого приєднався 2005 року. Відіграв за сицилійський клуб наступні чотири сезони своєї ігрової кар'єри. Більшість часу, проведеного у складі «Катанії», був основним гравцем команди.
Протягом 2009—2012 років захищав кольори клубів «Брешія» та «Сіракуза».
До складу клубу «Кремонезе» приєднався 2012 року.

## Титули і досягнення
- Володар Суперкубка Італії з футболу (1):

«Ювентус»:  2002